# 칠보치마
칠보치마(七寶--, 학명: Metanarthecium luteoviride 메타나르테키움 루테오비리데[*])는 쥐꼬리풀과의 단형 속인 칠보치마속(七寶--屬, 학명: Metanarthecium 메타나르테키움[*])에 속하는 유일한 종이다. 한국과 일본에 분포하며, 경기도 칠보산에서 처녀치마와 함께 자라는 것이 처음 발견되어 "칠보치마"라는 이름이 붙었으나, 2019년 현재 칠보산에는 자생지가 없고 경상남도 남해군에 100여 개체가 자생한다.

## 종내 분류군
- M. luteoviride var. nutans Masam.